# Martin Salentinig
Martin Salentinig (* 3. November 1992 in Villach) ist ein österreichischer Fußballspieler.

## Karriere
Salentinig begann seine Karriere beim SK Weißenstein. Im April 2001 wechselte er zum SV ATUS Ferndorf. Zur Saison 2006/07 kam er in die AKA Kärnten. Im Juni 2009 kam er erstmals für die Amateure seines Stammklubs SK Austria Kärnten zum Einsatz. Nachdem Kärnten nach der Saison 2009/10 Konkurs angemeldet hatte, wechselte er zur Saison 2010/11 zum Regionalligisten SK Austria Klagenfurt. In zwei Spielzeiten in Klagenfurt kam Salentinig zu 48 Einsätzen in der Regionalliga, in der Saison 2011/12 kam er zudem als Kooperationsspieler zu 15 Einsätzen in der viertklassigen Kärntner Liga.
Zur Saison 2012/13 wurde er an die viertklassigen Amateure des Wolfsberger AC verliehen. Im Mai 2013 stand er gegen den SK Rapid Wien zudem erstmals im Profikader. Während der Leihe kam er zu 27 Landesligaeinsätzen und stieg mit den WAC Amateuren in die Regionalliga auf. Zur Saison 2013/14 wurde er vom WAC fest verpflichtet und rückte in den Profikader. Im August 2013 debütierte er schließlich für die Kärntner in der Bundesliga, als er am sechsten Spieltag jener Saison gegen den FK Austria Wien in der 61. Minute für David de Paula eingewechselt wurde. Bis Saisonende absolvierte er fünf Bundesligaspiele und 22 in der Regionalliga für die Amateure.
Zur Saison 2014/15 wechselte Salentinig zum viertklassigen Annabichler SV. Für die Klagenfurter kam er zu 28 Landesligaeinsätzen und stieg am Saisonende in die Regionalliga auf. Nach dem Aufstieg schloss er sich zur Saison 2015/16 dem Neo-Ligakonkurrenten TSV Hartberg an. In zwei Spielzeiten in der Oststeiermark kam er zu 56 Regionalligaeinsätzen. 2017 stieg er mit dem Verein in die zweite Liga auf.
Den Aufstieg machte Salentinig allerdings nicht mit und schloss sich zur Saison 2017/18 dem viertklassigen FC Bad Radkersburg an. Für die Radkersburger kam er zu 27 Einsätzen in der Landesliga. Zur Saison 2018/19 wechselte er zum Regionalligisten SC Kalsdorf. Für Kalsdorf kam er zu 29 Regionalligaeinsätzen. Zur Saison 2019/20 wechselte er wieder in die steirische Landesliga, diesmal zum ASK Voitsberg. Mit Voitsberg stieg er 2023 in die Regionalliga auf, 2024 gelang der Durchmarsch in die 2. Liga. In der zweithöchsten Spielklasse kam er in der Saison 2024/25 zu 26 Einsätzen, Voitsberg stieg aber direkt wieder ab.
Nach dem Abstieg wechselte Salentinig zur Saison 2025/26 zum sechstklassigen SV Übelbach.